# Pentadecàgon
En geometria, un pentadecàgon o quindecàgon és un polígon de quinze costats i, per tant, de quinze vèrtexs.

El nom "pentadecàgon" prové del grec antic penta "cinc" + deca "deu" + gon "angle".
Els angles interns d'un pentadecàgon sumen 2340º.

## Pentadecàgon regular

Un pentadecàgon regular

Cada angle intern d'un pentadecàgon regular té un valor de 2340º / 15 = 156º.
L'àrea d'un pentadecàgon regular, en funció del la longitud a del seu costat, és:{\displaystyle {\begin{aligned}A&={\frac {15}{4}}a^{2}\cot {\frac {\pi }{15}}\\&={\frac {15a^{2}}{8}}\left({\sqrt {3}}+{\sqrt {15}}+{\sqrt {2}}{\sqrt {5+{\sqrt {5}}}}\right)\\&\simeq 17.6424\,a^{2}.\end{aligned}}}

### Construcció d'un pentadecàgon regular
El pentadecàgon regular és construïble amb regle i compàs. A continuació es presenta un mètode per construir-lo amb regle i compàs en 36 passos. Cal tenir en compte que entre els passos 14 i 21 no es modifica l'obertura del compàs.